# Oorlogsmonument Oldehove

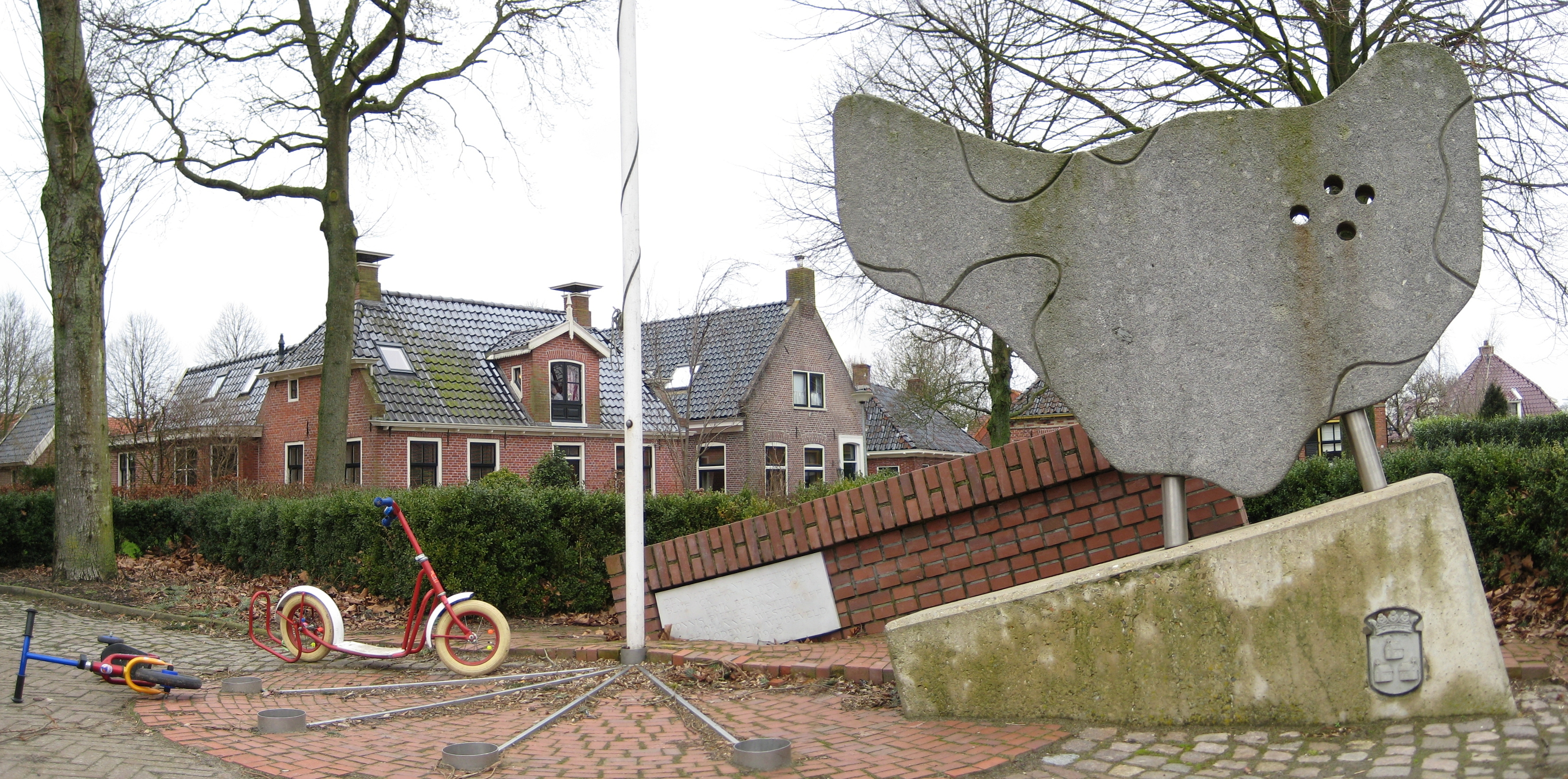
Het oorlogsmonument van Oldehove in 2009

Het Oorlogsmonument Oldehove is een monument in het Groninger dorp Oldehove (gemeente Westerkwartier), dat is opgericht ter nagedachtenis aan vier tijdens de Tweede Wereldoorlog omgekomen inwoners van de voormalige gemeente Oldehove.

## Beschrijving
Het monument, dat is geplaatst in een plantsoen achter de Ludgeruskerk en werd gemaakt door de beeldhouwer Gosse Dam (1950) ontworpen door Gerard Dam, bestaat uit een op twee stalen buizen geplaatst abstract beeldhouwwerk. Hierin bevinden zich vier gaten, die de gevallen slachtoffers symboliseren. Daarachter staat een gedeeltelijk in de bodem verzonken muur van rode bakstenen, waarop een witte gedenkplaat is aangebracht met de volgende tekst:
DEN VADERLANDT GHETROUWE
BLIJF ICK TOT IN DEN DOET
ERIK BERDING
TONNIS PIETER OOSTERHOFF
JOHANNIS WESTRA
TIETE LODEWIJK WIJDEVELD
1940 - 1945
De gedenkplaat bevond zich aanvankelijk in het gemeentehuis van Oldehove, maar nadat deze gemeente in 1990 was opgegaan in de gemeente Zuidhorn, werd de plaquette verplaatst naar zijn huidige locatie. Het gedenkteken werd op 1 mei van dat jaar onthuld door K.B. Dijkstra (1954), de laatste burgemeester van Oldehove.